# Dédicaces (album)
Pour les articles homonymes, voir Dédicace (homonymie).
Dédicaces est un album de la chanteuse polonaise Anna Prucnal.

## Liste des titres
- Schuman Palace
- Cet homme
- Paradis
- As Time Goes By (du film Casablanca de Michael Curtiz)
- Le Premier rendez vous (du film Premier rendez-vous d'Henri Decoin)
- Un Amant chaque jour (du film Les caves du Majestic)
- Il pleut sans trêve (Ich steh' im regen - du film Zu neuen Ufern)
- Heute besuch' ich mein Glück (de l'opérette Der verlorene Walzer)
- C'est la saison d'amour (de l'opérette Trois Valses de Oscar Strauss)
- Ich spür in mir (du film Mazurka)
- Fenesta che lucive
- Morte di liu (de l'opéra Turandot de Giacomo Puccini)
- Kinderjorn
- Ostatni mazur
- Chanson tzigane
- Les Yeux noirs